# 蕭贊廷
蕭贊廷（?—?），中國清朝官員，於1892年奉旨台灣府糧捕海防通判，為台灣清治時期後期的澎湖地方政府主官。前身為台灣府糧捕海防通判的該職位，駐守於澎湖地方，主管政經軍事，官職品等為正六品。
| 前任： 俞鴻 | 台南府糧捕海防通判 1892年上任 | 繼任： 潘文鳳 |